# Пиеве ди Боно-Прецо
Пиѐве ди Бо̀но-Прѐцо (на италиански: Pieve di Bono-Prezzo) е община в Северна Италия, автономна провинция Тренто, автономен регион Трентино-Южен Тирол. Административен център на общината е село Крето (Creto), което е разположено на 514 m надморска височина. Населението на общината е 1444 души (към 2018 г.).
Общината е създадена в 1 януари 2016 г. Тя се състои от две предшествуващи общини Пиеве ди Боно и Прецо.